# Embalse Corrales
El embalse Corrales es una obra hidráulica de almacenamiento de aguas con fines de uso agrícola ubicada a 30 kilómetros de la ciudad de Salamanca, Región de Coquimbo, Chile.

## Descripción
El embalse fue construido en 2004 para dar a los caudales de riego necesarios para la agricultura de la zona una seguridad del 85% de excedencia. En el año 2019 era administrado por la Dirección de Obras Hidráulicas del Ministerio de Obras Públicas (Chile) y se preparaba la entrega de su administración a los regantes.

Esquema de la ubicación del embalse Corrales en la cuenca del río Choapa.

Un informe de la Comisión Nacional de Riego aclara que "El embalse Corrales tiene la particularidad de haber sido construido en un valle lateral en el sector denominado Camisas para no inundar las tierras fértiles del Valle del Choapa. Cuando las obras anexas estén terminadas, el embalse se alimentará a través de un canal de 3,5 m³/s de capacidad, con recursos del río Choapa mediante una bocatoma ubicada a 5 km aguas arriba de la localidad de Coirón; tendrá un largo de 15,25 km con dos túneles de 4.766 m en total. El canal matriz, por su parte, tendrá una capacidad de 5 m³/s con 27,7 km de canal recubierto, un túnel de 2.905 m y terminará devolviendo las aguas al mismo río Choapa, en la localidad e Panguecillo, unos 10 km aguas arriba de la ciudad de Salamanca.": 6 

## Situación hídrica en 2018-19
| Volúmenes almacenados Embalse Corrales                           |                                                                  |
| ---------------------------------------------------------------- | ---------------------------------------------------------------- |
| Gráfico no disponible temporalmente debido a problemas técnicos. |                                                                  |
| Contenido promedio histórico Contenido 2018-19                   |                                                                  |
|                                                                  | Gráfico no disponible temporalmente debido a problemas técnicos. |

El diagrama muestra la información de la Dirección General de Aguas sobre el volumen almacenado por el embalse durante los últimos 12 meses. El promedio histórico del volumen almacenado es 38 millones m³.